# 唯一性定理 (泊松方程)
唯一性定理指出，很大一部分的具有边界条件的泊松方程，可能有很多个解，但所有解的梯度都是相同的。在静电学的情况下，这意味着在边界条件下的泊松方程所解得的势函数具有唯一确定的电场。

## 证明
在高斯单位制，静电学中的泊松方程的一般表达是
{\displaystyle \mathbf {\nabla } \cdot (\epsilon \mathbf {\nabla } \varphi )=-\rho _{f}}
其中 {\displaystyle \varphi } 是电势， {\displaystyle \mathbf {E} =-\mathbf {\nabla } \varphi } 是电场。
对于很大一部分的边值条件，势函数的梯度的唯一性（即电场的唯一性）可以如下证明。
反证，假设电势有两个解 {\displaystyle \varphi _{1}} 和 {\displaystyle \varphi _{2}} 。 令 {\displaystyle \phi =\varphi _{2}-\varphi _{1}} ，也就是两个解的差。 已知 {\displaystyle \varphi _{1}} 和 {\displaystyle \varphi _{2}} 均满足泊松方程， {\displaystyle \phi }  必须满足
{\displaystyle \mathbf {\nabla } \cdot (\epsilon \mathbf {\nabla } \phi )=0}
应用一个恒等式
{\displaystyle \nabla \cdot (\phi \epsilon \,\nabla \phi )=\epsilon \,(\nabla \phi )^{2}+\phi \nabla \cdot (\epsilon \,\nabla \phi )}
注意到右边第二项恒等于零，于是可以将方程改写为
{\displaystyle \mathbf {\nabla } \cdot (\phi \epsilon \mathbf {\nabla } \phi )=\epsilon (\mathbf {\nabla } \phi )^{2}}
在边值条件所确定的边界内对体积进行积分
{\displaystyle \int _{V}\mathbf {\nabla } \cdot (\phi \epsilon \mathbf {\nabla } \phi )d^{3}\mathbf {r} =\int _{V}\epsilon (\mathbf {\nabla } \phi )^{2}\,d^{3}\mathbf {r} }
应用散度定理，上式可以改写为
{\displaystyle \sum _{i}\int _{S_{i}}(\phi \epsilon \mathbf {\nabla } \phi )\cdot \mathbf {dS} =\int _{V}\epsilon (\mathbf {\nabla } \phi )^{2}\,d^{3}\mathbf {r} }
其中 {\displaystyle S_{i}} 是边值条件确定的曲面边界。
由于 {\displaystyle \epsilon >0} 且 ({\displaystyle {\mathbf {\nabla } }\phi )^{2}\geq 0} ，那么当上式左边的曲面积分等于零的时候， {\displaystyle {\mathbf {\nabla } }\phi } 必须处处为零（即得 {\displaystyle {\mathbf {\nabla } }\varphi _{1}={\mathbf {\nabla } }\varphi _{2}})。
这就意味着，该方程的解的梯度是唯一确定的，当且仅当如下条件成立
{\displaystyle \sum _{i}\int _{S_{i}}(\phi \epsilon \,\mathbf {\nabla } \phi )\cdot \mathbf {dS} =0}
使得上式成立的边值条件包括：
1. 狄利克雷边界条件：{\displaystyle \varphi } 在曲面边界有定义。 因此 {\displaystyle \varphi _{1}=\varphi _{2}} 。于是，在边界任意位置 {\displaystyle \phi =0} ，上式成立。
2. 诺伊曼边界条件：{\displaystyle {\mathbf {\nabla } }\varphi }  在曲面边界有定义。 因此 {\displaystyle {\mathbf {\nabla } }\varphi _{1}={\mathbf {\nabla } }\varphi _{2}} 。于是，在边界任意位置 {\displaystyle {\mathbf {\nabla } }\phi =0} ，上式成立。
3. 修改过的诺伊曼边界条件 （也称为罗宾边界条件——其中假设边界都是带有已知电荷的导体）：只需在边界应用高斯定律，{\displaystyle {\mathbf {\nabla } }\varphi } 也是有定义的。 因此，上式成立。
4. 混合边值条件（上述三个条件的组合）：唯一性定理仍然成立。

边界曲面还可以是无穷远的边界（即所求的电势所在的区域没有边界）。在这种情况下，只要上述的曲面积分等于零，唯一性定理仍然成立。举个例子，当被积函数下降的速度比表面积快的时候，该积分趋近于零。

## 参看
- 泊松方程
- 高斯定律
- 库仑定律
- 镜像法
- 格林函数
- 其他唯一性定理
- 球谐函数